# Abu'l Qasim
Abu'l Qasim (tiếng Ả Rập: أبو القاسم) là sultan của Vương quốc Hồi giáo Darfur từ năm 1739 đến năm 1752.

## Tiểu sử

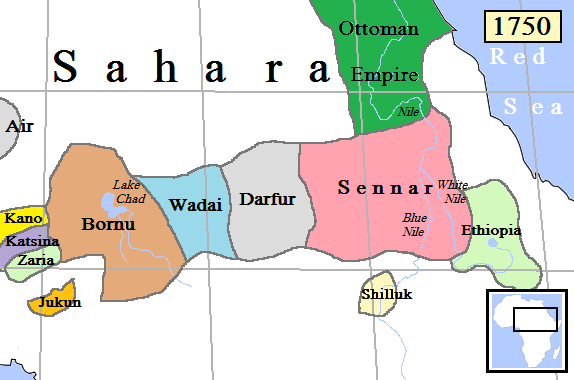
Lãnh thổ Darfur (xám) năm 1750, dưới thời Qasim.

Abu'l Qasim thuộc hoàng tộc Keira, là con trai thứ hai của vua Ahmad Bakr. Sau cái chết của cha mình vào năm 1722, cùng với những người anh em khác, ông bắt đầu âm mưu chống lại người anh cả sultan Muhammad Dawra. Sau khi Dawra bị chính con trai mình Umar Lel lật đổ vào năm 1730, tham vọng của Abu'l-Qasim ngày càng gia tăng. Ông dựng trại ở Kordofan, rồi kêu gọi các thị tộc trong vùng nổi dậy chống lại quốc vương mới. Cuối cùng, Umar Lel bị đánh bại và xử tử năm 1739. Abu'l-Qasim trở thành người cai trị mới của vương quốc.
Abu'l-Qasim nhanh chóng nhận ra sự hiệu quả trong chính sách của những người tiền nhiệm. Cụ thể, điều này bao gồm việc hạn chế quyền lực tộc trưởng của các thị tộc cùng ảnh hưởng của quân đội. Do đó, ông tiếp tục chính sách này, thực hiện các cuộc đàn áp và tịch biên gia sản. Năm 1741-1742, ông xây dựng pháo đài Khor-Tandalf trên cao nguyên Marra.
Đồng thời, vị sultan tiếp tục tiến hành các chiến dịch quân sự. Trong trận chiến gần Ril, ông đã đánh bại thủ lĩnh Kordofan Musabat và buộc ông này quy phục. Sau đó, ông khôi phục quyền lực đối với các quốc gia chư hầu khác đã giành lại độc lập trong thập kỷ 1730.
Năm 1752, Abu'l-Qasim tuyên chiến với Vương quốc Hồi giáo Wadai. Vào thời điểm này, một âm mưu chống lại ông đã bắt đầu - hầu hết quân đội rời bỏ quốc vương của họ, quay trở lại Darfur, nơi họ tuyên bố anh trai của Qasim Muhammad Tayrab là người cai trị mới. Qasim cố gắng giành lại ngai vàng, nhưng sau khi tiến vào Darfur nhanh chóng bị đánh bại và hành quyết.